# Dan Gibson
Pour les articles homonymes, voir Gibson.
Dan Gibson, né le 19 janvier 1922 à Montréal et mort le 18 mars 2006, est un photographe et preneur de son canadien. Il est surtout connu du grand public pour sa série d'albums "Solitudes" mêlant musiques relaxantes et sons de la nature.

## Biographie
Durant les années 1940, Dan Gibson photographie et filme la nature, avec notamment le "Audubon Wildlife Theatre". Il produit de nombreux films et séries pour la télévision, grâce auxquels il apprend à enregistrer les sons de la nature. Véritable pionnier dans les techniques d'enregistrement, Dan participe aussi à la conception du matériel, pour en optimiser les résultats. On lui doit notamment le "Microphone Parabolique Dan Gibson". Certains de ses enregistrements des années 50 et 60 ont été diffusés sur des disques 33 tours. On les retrouve dans sa série d'albums intitulée "Solitudes", qui débuta en 1981, éditée par son label "Dan Gibson Productions Ltd".
Dan Gibson est reconnu pour ses contributions aux "Amis du parc Algonquin", et pour son dévouement à l'Association des résidents du parc Algonquin. La location de terres dans le parc provincial Algonquin a donné à Dan et à sa famille une occasion unique pour se connecter avec la nature. Cet environnement a certainement alimenté sa passion pour l'étude, la préservation et l'interaction avec la faune.
En 1994, Dan reçoit l'Ordre du Canada pour ses travaux environnementaux. En 1997, il reçoit le "Walt Grealis Special Award" lors de la cérémonie des prix Juno à Hamilton, en Ontario.
En 2004, il sort son premier DVD, "Natural Beauty", tourné en haute définition.
Son épouse se prénomme Helen, ils ont eu ensemble quatre enfants : Mary-Jane "Kirkie", Holly, Dan et Gordon.

## Productions majeures
- Wings In The Wilderness - Film (commenté par Lorne Greene)
- Audubon Wildlife Theatre - Série TV en 78 épisodes
- Wildlife Cinema - Série TV
- To The Wild Country - Série TV en 10 épisodes (commentée par Lorne Greene)
- Wild Canada - Série TV

## Meilleures ventes
- Les albums "Solitudes" ont été vendus à plus de 20 millions d'exemplaires à travers le monde.
- 15 albums "Solitudes" ont été disques d'or au Canada (50.000 ventes).
- 11 albums "Solitudes" ont été disques de platine (100.000 ventes).

## Discographie
Jusqu'en avril 2012, environ 223 albums ont été publiés sous le label Solitudes.
Pour voir la liste des albums, consultez la fiche Solitudes.